# IDESA Champasak United FC
Der IDESA Champasak United Football Club ist ein laotischer Fußballverein aus Pakse. Aktuell spielt die Fußballmannschaft in der höchsten Liga des Landes, der Lao Premier League.

## Stadion
Der Verein trägt seine Heimspiele im Champasak-Stadion in Pakse aus. Das Stadion hat ein Fassungsvermögen von 11.000 Personen.

## Trainerchronik
| Trainer            | Nation | von            | bis               |
| ------------------ | ------ | -------------- | ----------------- |
| Yuki Matsuda       | Japan  | 1. Januar 2016 | 31. Mai 2016      |
| Khamla Pinkeo      | Laos   | 1. Januar 2022 | 31. Dezember 2023 |
| Phouphet Sanouvong | Laos   | 1. Juli 2024   | heute             |

## Saisonplatzierung
| Saison  | Liga               | Liga  | Liga                                | Liga                                | Liga                                | Liga                                | Liga                                | Liga                                | Liga                                |
| Saison  | Liga               | Level | Spiele                              | S                                   | U                                   | N                                   | Tore                                | Punkte                              | Position                            |
| ------- | ------------------ | ----- | ----------------------------------- | ----------------------------------- | ----------------------------------- | ----------------------------------- | ----------------------------------- | ----------------------------------- | ----------------------------------- |
| 2015    | Lao Premier League | 1     | 20                                  | 8                                   | 1                                   | 11                                  | 32:31                               | 25                                  | 7.                                  |
| 2016    | Lao Premier League | 1     | 26                                  | 2                                   | 8                                   | 16                                  | 19:60                               | 14                                  | 13.                                 |
| 2017    | Lao Premier League | 1     | 14                                  | 1                                   | 3                                   | 10                                  | 17:38                               | 6                                   | 8.                                  |
| 2018    | N/A                |       |                                     |                                     |                                     |                                     |                                     |                                     |                                     |
| 2019    | N/A                |       |                                     |                                     |                                     |                                     |                                     |                                     |                                     |
| 2020    | Lao Premier League | 1     | 12                                  | 3                                   | 3                                   | 6                                   | 12:29                               | 12                                  | 6.                                  |
| 2021    | Lao Premier League | 1     | Abbruch wegen der COVID-19-Pandemie | Abbruch wegen der COVID-19-Pandemie | Abbruch wegen der COVID-19-Pandemie | Abbruch wegen der COVID-19-Pandemie | Abbruch wegen der COVID-19-Pandemie | Abbruch wegen der COVID-19-Pandemie | Abbruch wegen der COVID-19-Pandemie |
| 2022    | Lao Premier League | 1     | 18                                  | 3                                   | 6                                   | 9                                   | 20:47                               | 15                                  | 6.                                  |
| 2023    | Lao Premier League | 1     | 14                                  | 3                                   | 2                                   | 9                                   | 13:42                               | 11                                  | 6.                                  |
| 2024/25 | Lao Premier League | 1     | 14                                  | 1                                   | 0                                   | 13                                  | 15:63                               | 3                                   | 8.                                  |